# 하인츠 히틀러
하인리히 "하인츠" 히틀러(독일어: Heinrich "Heinz" Hitler, 1920년 3월 14일 ~ 1942년 2월 21일)는 알로이스 히틀러 주니어의 자식이자 아돌프 히틀러의 조카이다.

## 생애
알로이스 히틀러 유니오어와 그의 두 번째 부인인 헤트비히 하이데만(독일어: Hedwig Heidemann) 사이에서 태어났다. 아돌프 히틀러를 저주한 이복형인 빌헬름 파트리크 히틀러와는 달리 하인츠는 히틀러와 나치의 열렬한 지지자였으며 아돌프도 그를 관심있게 주시하였다.
하인츠는 독일 국방군의 엘리트 군사아카데미인 국가정치연구학회(독일어: Nationalpolitische Erziehungsanstalten, NAPOLA)에 참가했으며, 장교에 감명을 느껴 국방군에 입대해 1941년 제 23 포츠담 포병여단에서 통신 부사관으로 근무를 시작했고, 바르바로사 작전에도 참가하게 되었다.
1942년 1월 10일, 하인츠는 전방 위치의 통신시설을 복구하기 위해 파견되었다. 히틀러는 그가 좋아하던 조카인 하인츠가 위험한 전방에서 복무하는 것을 원치 않았기 때문에 이 임무에 대해 상당히 걱정을 하였고, 결국 하인츠는 돌아오지 않았다.
후에 공개된 사실에 의하면, 그는 포로로 붙잡혀 모스크바의 부츠카 수용소로 이전되었고, 여러 달에 걸친 심문과 고문의 후유증으로 1942년 사망했다고 알려져 있다.

## 같이 보기
- 히틀러가